# راک کریک (مینه‌سوتا)
راک کریک، مینه‌سوتا (به انگلیسی: Rock Creek, Minnesota) یک شهر در ایالات متحده آمریکا است که در شهرستان پین، مینه‌سوتا واقع شده‌است.

## خصوصیات
راک کریک ۱۱۲٫۲۰ کیلومترمربع مساحت و ۱٬۶۲۸ نفر جمعیت دارد و ۲۸۶ متر بالاتر از سطح دریا واقع شده‌است.